# Mituo
Mituo (chinesisch 彌陀區, Pinyin Mítuó qū, taiwanisch: Mî-tô-khu) ist ein Bezirk der regierungsunmittelbaren Stadt Kaohsiung in der Republik China (Taiwan).

## Lage und Beschreibung

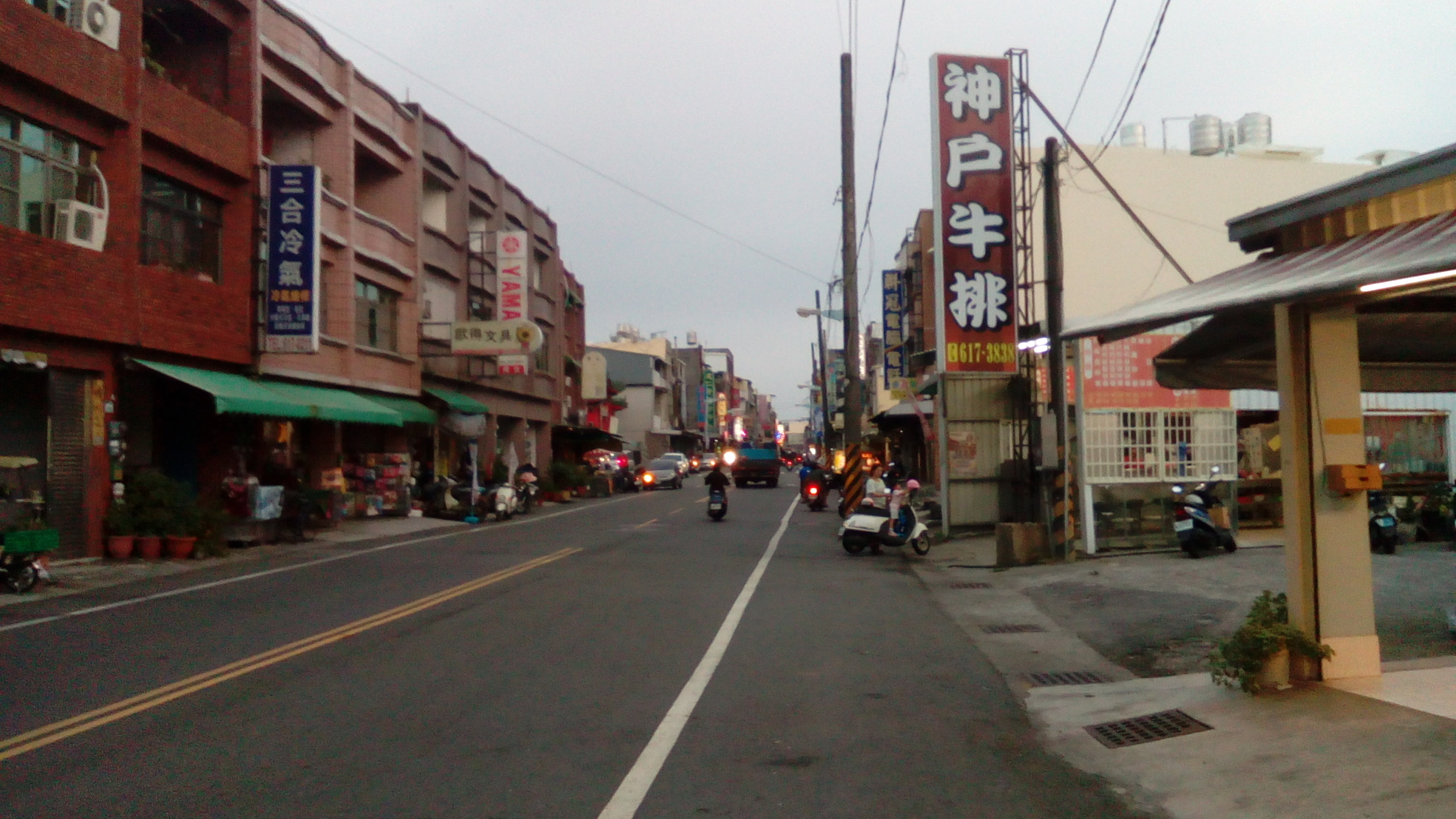
Straße in Mituo

Mituo ist ein ländlicher Bezirk an der Küste der Taiwanstraße im Westen der Stadt Kaohsiung im Süden der Insel Taiwan. Seine Nachbarbezirke sind Yong’an im Norden, Gangshan im Osten und Ziguan im Südosten. Das zumeist flache Gelände des Bezirks liegt in der Kaohsiung-Ebene, dem südlichen Teil der Jianan-Ebene, und wird nach Norden durch den Agongdian-Fluss begrenzt. Die einzige Erhebung bildet der 53 m hohe Luodi-Hügel (漯底山 Luodi Shan), ein Schlammvulkan mit umliegenden Badlands.
Der Bezirk gliedert sich in die 12 Viertel (里 lǐ) Guanghe, Mijing, Miren, Mishou, Mituo, Jiugang, Wenan, Yancheng, Guogang, Haiwei, Tade und Nanliao. Mit 18.171 Einwohnern gehörte Mituo im August 2024 zu den weniger bevölkerten Bezirken Kaohsiungs. Die Bevölkerungszahl nahm in den Jahren zuvor leicht, aber kontinuierlich ab.

## Geschichte
Der Name des Bezirks geht wahrscheinlich auf das Wort viro ("Bambus") in der Sprache der ursprünglich dort ansässigen Ureinwohner vom Stamm der Makatao zurück. Die minnansprachigen ersten chinesischen Siedler im 17. Jahrhundert machten daraus "Bî-lô" und nannten den Ort Bî-lô-káng ("Hafen Bî-lô"). Später wurde der Name mit den Schriftzeichen 彌陀 (Mítuó) geschrieben, die dem chinesischen Namen des Buddha Amitabha entsprechen.
Zur Zeit der japanischen Herrschaft über Taiwan und 1954 wurden in Mituo Überreste der eisenzeitlichen Niaosong-Kultur entdeckt. Die Fundstücke umfassen Werkzeuge, Waffen, Schmuck, Töpferware, Muscheln und andere Gegenstände und sind in einem Museum (蔦松文物展示館 Niaosong wenwu zhanshiguan) ausgestellt.
Mituo war in seiner Geschichte des Öfteren von Erosion durch das Meer betroffen, die Teile der Bevölkerung zum Umsiedeln zwang.
Nach dem Ende der japanischen Herrschaft gehörte Mituo zum Landkreis Kaohsiung und ist nach dessen Angliederung an die Stadt Kaohsiung am 25. Dezember 2010 ein Bezirk dieser Stadt.

## Wirtschaft und Verkehr

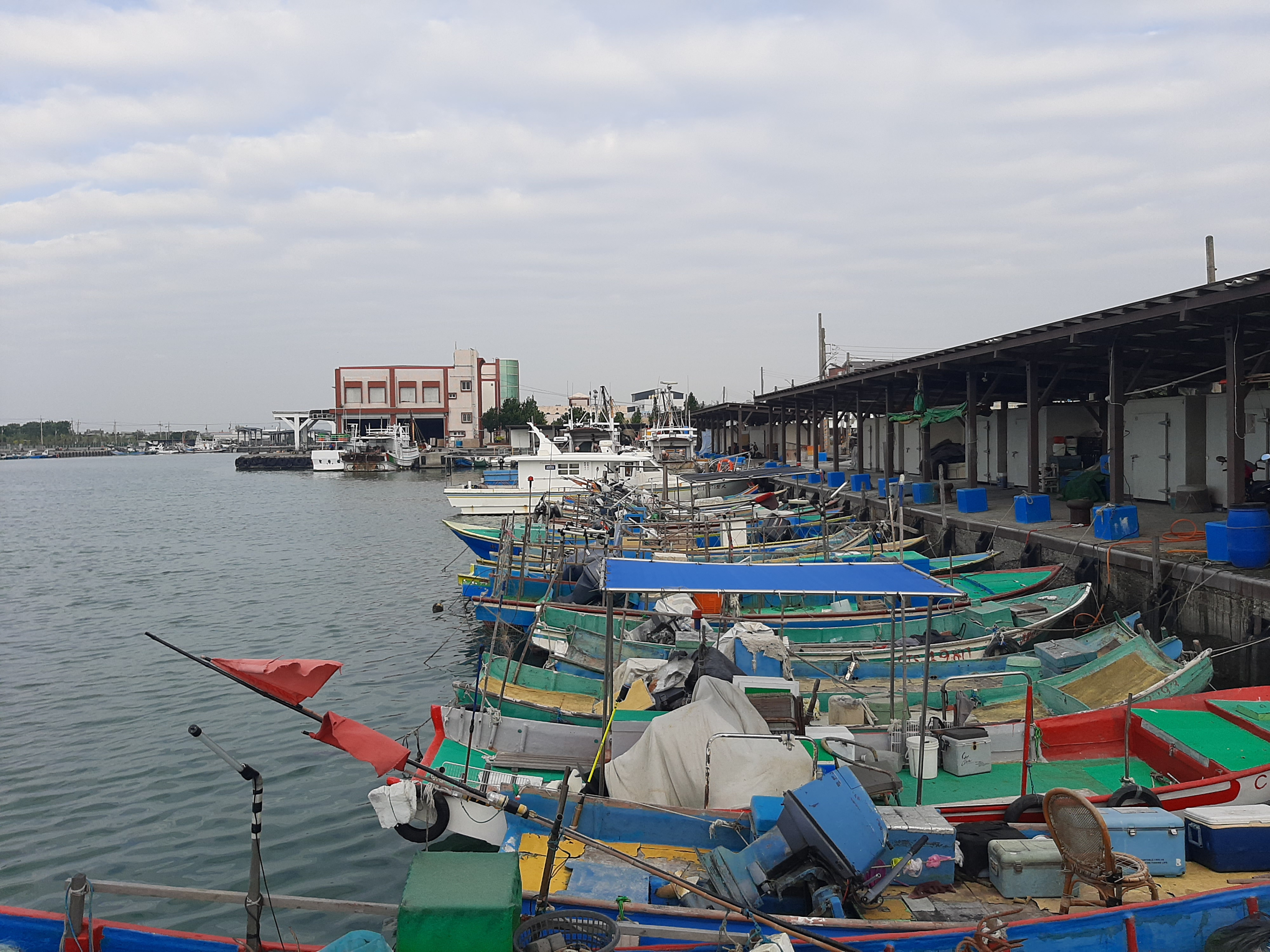
Der Fischerhafen von Nanliao

Mituo ist traditionell von Landwirtschaft und Fischerei geprägt und für seinen Milchfisch und eine Reihe weiterer ostasiatischer Fische wie den Miichthys miiuy oder den Narcetes lloydi bekannt.
Nach dem Zweiten Weltkrieg war der Ort eine Zeitlang als Produktionsstätte von Reisstrohmatten und traditionellen Stroh- und Bambushüten (Douli) von Bedeutung.
Mituo verfügt über keinen Schienenverkehr und ist mit Buslinien an die Umgebung angebunden. Durch den Bezirk führt die Provinzstraße 17.

## Kultur und Sehenswürdigkeiten

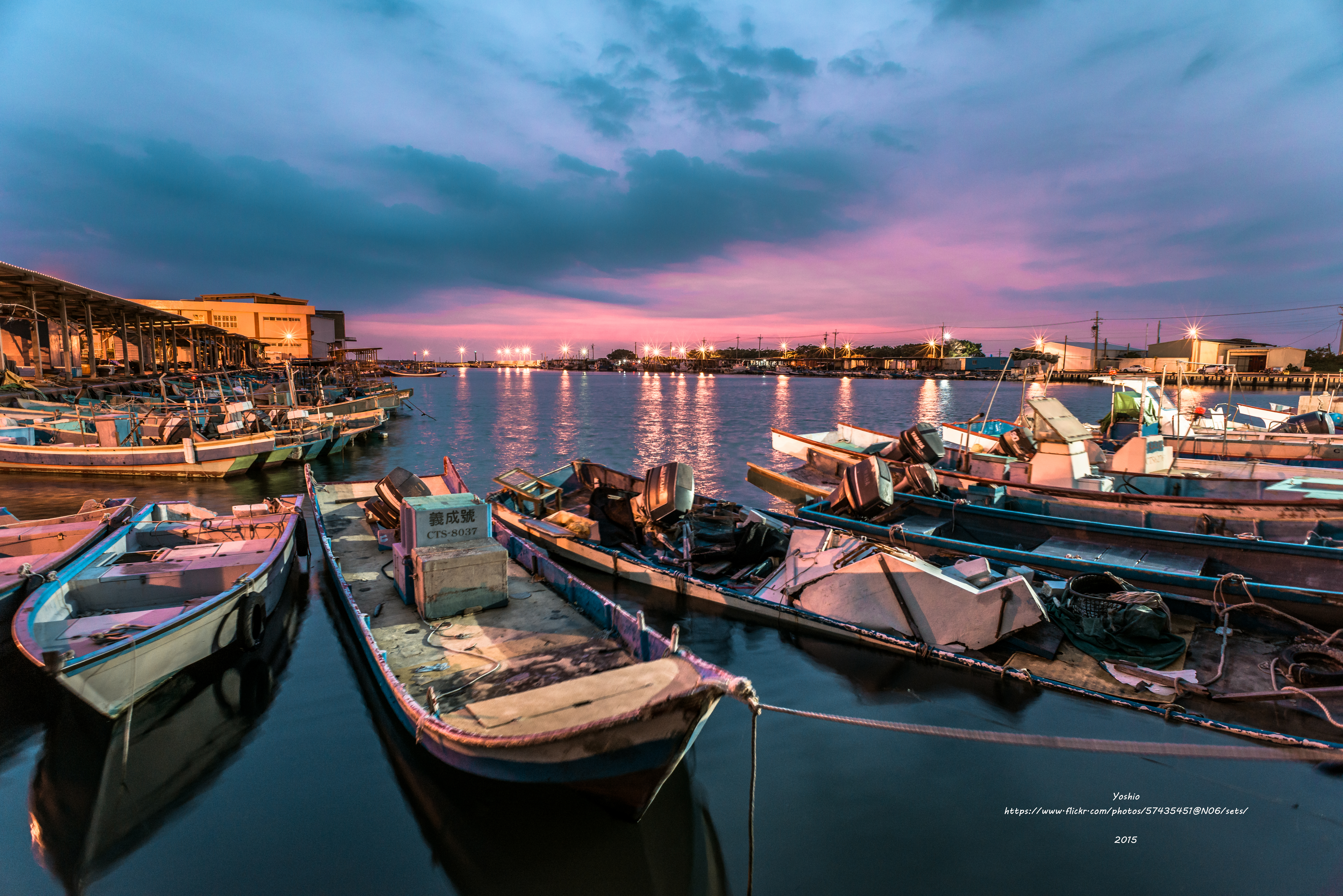
Der Fischerhafen

Mituo war lange Zeit für sein traditionelles Schattenpuppenspiel bekannt, das sich bis ins 20. Jahrhundert hinein großer Beliebtheit erfreute. Heute gibt es mit der Yung-Shing-Le-Truppe (永興樂皮影劇團) nur noch eine aktive Puppenspieltruppe im Ort, die regelmäßig in ganz Taiwan auftritt.
In Mituo gibt es eine Reihe daoistischer und buddhistischer Tempel sowie christliche Kirchen. Ein religiöses Zentrum ist der Mishou-Tempel (彌壽宮 Mishou Gong) im gleichnamigen Viertel, wo als Hauptgottheit Mazu verehrt wird. Der Tempel stammt aus der Zeit um 1800.
Zu einem beliebten Ausflugsziel hat sich der Fischerhafen im Viertel Nanliao  entwickelt. Ursprünglich ein bloßer Anlegeplatz für kleine Boote und Flöße, wurde er Ende des 20. Jahrhunderts ausgebaut und sicherer gemacht. Da die Fischer nachmittags ausfahren und am nächsten Morgen früh zurückkehren, findet am Hafen täglich ein Morgenmarkt für frischen Fisch statt. Am Wochenende ist der Markt ganztägig geöffnet und wird von Touristen besucht. Als typische Delikatesse gelten Milchfischklöße aus Milchfisch, Speck, Eiweiß, Stärke, Knoblauch, Zucker und Salz.
Entlang der Küste von Mituo wurde eine Uferpromenade angelegt, von der aus man den Sonnenuntergang genießen kann. Ein weiteres Naturerlebnis bietet der von einem Schlammvulkan gebildete Luodi-Hügel (漯底山 Luodi Shan) mit seinen Badlands. Der heiße Schlamm tritt derzeit nur durch zwei kleine Öffnungen zutage. Durch das ehemalige militärische Sperrgebiet führen heute Wanderwege.